# Anolis oxylophus
Espèce
Synonymes
- Norops oxylophus (Cope, 1875)

Anolis oxylophus est une espèce de sauriens de la famille des Dactyloidae.

## Répartition
Cette espèce se rencontre au Honduras, au Nicaragua, au Costa Rica et au Panama.

## Publication originale
- Cope, 1876 "1875" : On the Batrachia and Reptilia of Costa Rica : With notes on the herpetology and ichthyology of Nicaragua and Peru. Journal of the Academy of Natural Sciences of Philadelphia, sér. 2, vol. 8, p. 93–154 (texte intégral).